# La Vega (prowincja)
La Vega – jedna z 32 prowincji Dominikany. Stolicą prowincji jest miasto La Vega.

## Opis
Prowincja Dominikany, zajmuje powierzchnię 2 292 km² i liczy 394 205 mieszkańców 1 grudnia 2010.

## Gminy
| Lp.     | Gmina                           | Liczba ludności (2010) | Powierzchnia (km²) |
| ------- | ------------------------------- | ---------------------- | ------------------ |
| 1       | Constanza                       | 59 052                 | 850                |
| 2       | Jarabacoa                       | 56 803                 | 674                |
| 3       | Jima Abajo                      | 30 261                 | 126                |
| 4       | La Vega (Concepción de la Vega) | 248 089                | 642                |
| Łącznie |                                 | 394 205                | 2 292              |